# نهر زي
نهر زي (资 水) هو نهر في في خونان، الصين. يتدفق إلى نهر يانغتسي عبر بحيرة دونجتنج.